# Calixt i Mercurial d'Osca
Calixt i Mercurial (Osca, segona meitat del segle X - Cadau, Alts Pirineus, 1003) foren dos llegendaris cavallers que moriren defensant un poble contra els musulmans. Són venerats com a sants per l'Església catòlica. Calixt i Mercurial eren dos germans o cosins, originaris d'Osca. Els dos van fer-se cavallers i van anar a socórrer els habitants del Loron, que patien una incursió de musulmans. En la lluita, l'any 1003, els dos van morir, en combats diferents, i foren considerats com a màrtirs. Es diu que Calixt, entrant al Loron pel coll d'Azet, va salvar d'un salt la vall per poder participar en la batalla de Cadau. Calixt és el patró de Cadau, Hereishet, Anèra e Camors, mentre que Mercurial ho és de Vièla de Loron. A cada poble els és dedicada l'església.